# Anna Seaton
Anna Banana Seaton, nach Heirat Huntington, (* 12. Februar 1964 in Topeka, Kansas) ist eine ehemalige Ruderin aus den Vereinigten Staaten, die 1992 eine olympische Bronzemedaille gewann.

## Karriere
Anna Seaton begann mit dem Rudersport an der Harvard University. Später graduierte sie im Fach Journalismus an der Columbia University.
Ihre erste internationale Medaille gewann sie bei den Weltmeisterschaften 1987 in Kopenhagen, als der amerikanische Achter mit Anna Seaton, Kristen Thorsness, Christine Campbell, Sarah Gengler, Stephanie Maxwell-Pierson, Susan Broome, Abigail Peck, Harriet Metcalf und Steuerfrau Betsy Beard die Silbermedaille hinter dem rumänischen Achter gewann. Im Jahr darauf startete der amerikanische Achter bei den Olympischen Spielen 1988 in Seoul in der Besetzung Juliet Thompson, Christine Campbell, Abigail Peck, Margaret Mallery, Susan Broome, Stephanie Maxwell-Pierson, Anna Seaton, Alison Townley und Betsy Beard. Die Amerikanerinnen belegten im Vorlauf den dritten Platz und im Hoffnungslauf den vierten Platz. Im Finale kamen sie als Sechste ins Ziel.
1989 wechselten Seaton und Maxwell-Pierson in den Zweier ohne Steuerfrau. Bei den Weltmeisterschaften in Bled belegten die beiden den vierten Platz hinter den Booten aus der DDR, Rumänien und der Bundesrepublik Deutschland. Im November 1990 fanden die Weltmeisterschaften in Tasmanien statt, letztmals war die Mannschaft der DDR am Start. Im Zweier ohne Steuerfrau siegte das Boot aus der BRD vor Seaton und Maxwell-Pierson sowie dem Boot aus der DDR. Seaton und Maxwell-Pierson traten auch mit dem Achter an und gewannen ihre zweite Silbermedaille hinter den Rumäninnen und vor dem Boot aus der DDR. 1991 ruderten Cynthia Eckert, Shelagh Donohoe, Anna Seaton und Stephanie Maxwell-Pierson im Vierer ohne Steuerfrau und gewannen bei den Weltmeisterschaften in Wien die Silbermedaille hinter den Kanadierinnen. Für die Olympischen Spiele 1992 in Barcelona kehrten Seaton und Maxwell-Pierson in den Zweier zurück. Die beiden gewannen ihren Vorlauf und ihr Halbfinale. Im Finale siegten die Kanadierinnen vor den Deutschen, 0,15 Sekunden hinter den Deutschen gewannen Seaton und Maxwell-Pierson die Bronzemedaille.
Später gehörte Seaton zu der ersten nur aus Frauen bestehenden Crew, die sich 1995 für die Teilnahme am America’s Cup qualifizieren wollte. Über diese Erfahrung schrieb sie das Buch Making Waves: The Inside Story of Managing and Motivating the First Women’s Team to Compete for the America’s Cup.